# Barry Can’t Swim
Barry Can’t Swim (* in Edinburgh als Joshua Mainnie) ist ein schottischer DJ und Produzent elektronischer Musik. Mit dem Album When Will We Land? gelang ihm 2023 der nationale Durchbruch.

## Biografie
Joshua Mainnie wuchs in seiner Geburtsstadt Edinburgh auf und bekam in seiner Jugend verschiedene musikalische Prägungen. Mit neun Jahren lernte er klassisches Klavier. Als Teenager jobbte er als Jazzpianist in Bars und in seiner Studienzeit spielte er in verschiedenen Bands Gitarre, E-Bass und Schlagzeug, bevor er ein Praktikum beim Electronic-Label Soma Records in Glasgow absolvierte.
Bei der elektronischen Musik blieb er auch, als er nach London gegangen war, und unter dem Künstlernamen Barry Can’t Swim lud er 2019 bei SoundCloud seine erste Single Because I Wanted You to Know hoch. Mit weiteren Veröffentlichungen erhöhte er seine Bekanntheit und die EP Amor Fati war 2021 seine erste Labelveröffentlichung. Der Szenedurchbruch kam ein Jahr später mit der EP More Content, die bei Technicolour/Ninja Tune erschien. Insbesondere war der Song Sonder als Single erfolgreich.
Bekannt ist Mainnie für seine melodischen, leicht melancholischen Songs geprägt von Deep House, Jazz, Afrobeat und klassischem Pop. Bei seinen Samples bedient er sich auch bei Musikern aus Afrika, Südamerika und dem europäischen Kontinent.
Außer mit seinen Veröffentlichungen stieg Barry Can’t Swim auch als DJ und Bühnenmusiker auf. 2024 spielte er auf 27 Festivals und trat europaweit unter anderem in Glastonbury und beim Montreux Jazz Festival sowie bei Coachella in den USA auf. Am Jahresende gelang ihm der landesweite Erfolg mit seinem Debütalbum When Will We Land? Er kam damit nicht nur auf Platz 1 der britischen Dancecharts, sondern stieß auch bis auf Platz 12 der offiziellen Albumcharts vor. BBC1 wählte es zum Dance-Album des Jahres. Er selbst wurde vom DJ Mag als „Breakthrough Producer“ ausgezeichnet und bei den Brit Awards 2024 in der Kategorie „Dance Act des Jahres“ nominiert. Bei Sound of 2025 der BBC gehörte er ebenfalls zu den Nominierten.

## Diskografie
Alben
- Amor Fati (EP, 2021)
- More Content (EP, 2022)
- When Will We Land? (2023)
- Loner (2025)

Lieder
- Because I Wanted You to Know (2019)
- Sunday at Glasto (2020)
- Some Day I Will (2020)
- Blackpool Boulevard (2021)
- Everthing Is Going to Be Alright (2021)
- El Layali (2021)
- Like the Old Days (2022)
- God Is the Space Between Us (feat. Taite Imogen, 2022)
- Sonder (2022)
- Sunsleeper (2023)
- Woman (2023)
- How It Feels (2023)
- Kimbara (2024)
- Still Riding (2024)